# Ityphilus microcephalus
Ityphilus microcephalus är en mångfotingart som först beskrevs av Henri W. Brölemann 1909.  Ityphilus microcephalus ingår i släktet Ityphilus och familjen Ballophilidae. Inga underarter finns listade i Catalogue of Life.